# Vesela jesen 1996
XXIX. Vesela jesen je potekala 5. oktobra 1996 v dvorani Tabor v organizaciji Radia Maribor. Vodila sta jo Ida Baš in Dušan Tomažič. Orkestru je dirigiral Edvard Holnthaner.

## Tekmovalne skladbe
| #   | Izvajalec                     | Naslov pesmi                 | Avtorji (glasbe – besedila – aranžmaja)            | Nagrade                                                         |
| --- | ----------------------------- | ---------------------------- | -------------------------------------------------- | --------------------------------------------------------------- |
| 1.  | Vesele Štajerke               | Tota pesmica                 | Igor Podpečan – Vera Šolinc – Podpečan             |                                                                 |
| 2.  | Miran Zadnik & Duo Banana     | Adijo Ljubica                | Bojan Lavrič – Ivan Sivec – Andrej Arnol           |                                                                 |
| 3.  | Majda Pečarič & Toni Kapušin  | Midva pa še zmeram lub'va se | Tadej Hrušovar – Majda Pečarič – Edvard Holnthaner |                                                                 |
| 4.  | Zasavci                       | Dokler ljubiš                | Igor Podpečan – Nande Razboršek – Milan Ferlež     |                                                                 |
| 5.  | Nataša Mihelič                | Ati, dej, še enkrat zaigrej  | Oto Pestner – Ivan Sivec – Pestner                 | zlati klopotec = 1. nagrada občinstva                           |
| 6.  | Metulj                        | Prekmurski je človik         | Robert Režonja – Režonja – Edvard Holnthaner       |                                                                 |
| 7.  | Classic                       | Uspavanka                    | Smiljan Greif – Ernest Kočivnik – Greif            |                                                                 |
| 8.  | Jože Skubic & Slapovi         | Muj strah si ti              | Jože Skubic – Vili Bertok – Edvard Holnthaner      |                                                                 |
| 9.  | Patricija Diklič              | Vojarinka devojka            | Edvin Fliser – Metka Karba Jauk – Jože Privšek     | zlati mikrofon = nagrada poslušalcev radia; 1. nag. za besedilo |
| 10. | Veter                         | Ni boljš'ga od Slovenca      | Slobodan Filipovič – Brigita Kobe – Filipovič      |                                                                 |
| 11. | Barbara Potrč & Blanka Akelič | Hvala ti, mama               | Edvin Fliser – Anita Hudl – Andrej Arnol           |                                                                 |
| 12. | Štajerski baroni              | Za ohcet nč vječ ne fali     | Vera Šolinc – Šolinc – Jože Privšek                | nagrada za aranžma                                              |
| 13. | Relax                         | Ti muoje si srcje            | Zvezdan Sever – Miloš Petelin – Dečo Žgur          |                                                                 |
| 14. | Maja Pur & Zdovčeve dečve     | Minule so liete              | Boris Rošker – Mitja Šipek – Jože Privšek          | 1. nagrada strokovne žirije                                     |
| 15. | Kristali                      | Oljari no tikvi              | Marjan Skaza – Miroslav Slana – Danilo Ženko       | 3. nagrada za besedilo                                          |
| 16. | Darko Kegl                    | Moj klopotec                 | Boris Rošker – Marko Kočar – Jože Privšek          | 2. nagrada za besedilo                                          |